# Borre British Cemetery
Le cimetière « Borre British Cemetery » est un cimetière de la Première Guerre mondiale situé à Borre (Nord). Le cimetière est entretenu par la Commonwealth War Graves Commission.

## Histoire
Le cimetière a été utilisé de mai 1918 à septembre 1918 par les unités des ambulances et les unités de combat, en particulier par la 1re Division australienne, pendant les offensives allemandes et alliées de la bataille de la Lys.

## Victimes
| Pays        | Victimes |
| ----------- | -------- |
| Royaume-Uni | 129      |
| Australie   | 238      |
| Allemagne   | 3        |
| Total       | 370      |

## Coordonnées GPS
50° 43′ 48″ nord, 2° 34′ 59″ est